# Auzéville-en-Argonne
Ne doit pas être confondu avec Auzeville-Tolosane.
Auzéville-en-Argonne est une ancienne commune française située dans le département de la Meuse. Elle est associée à la commune de Clermont-en-Argonne depuis 1973.

## Géographie
Comme son nom l'indique, Auzéville est située en Argonne.

## Toponymie
La commune s'appelait anciennement Auzéville et a pris en 1922 le nom d'Auzéville-en-Argonne.

## Histoire
Le 1er janvier 1973, elle a été rattachée à la commune de Clermont-en-Argonne ; elle comptait alors 260 habitants.

## Politique et administration
| Période                                  | Période | Identité           | Étiquette | Qualité |
| ---------------------------------------- | ------- | ------------------ | --------- | ------- |
|                                          |         | Jean-Luc Simonazzi |           |         |
| Les données manquantes sont à compléter. |         |                    |           |         |

## Démographie
| 1793 | 1800 | 1806 | 1821 | 1831 | 1836 | 1841 | 1846 | 1851 |
| ---- | ---- | ---- | ---- | ---- | ---- | ---- | ---- | ---- |
| 452  | 501  | 515  | 532  | 508  | 483  | 504  | 537  | 515  |

| 1856 | 1861 | 1866 | 1872 | 1876 | 1881 | 1886 | 1891 | 1896 |
| ---- | ---- | ---- | ---- | ---- | ---- | ---- | ---- | ---- |
| 501  | 502  | 491  | 475  | 462  | 437  | 498  | 523  | 526  |

| 1901 | 1906 | 1911 | 1921 | 1926 | 1931 | 1936 | 1946 | 1954 |
| ---- | ---- | ---- | ---- | ---- | ---- | ---- | ---- | ---- |
| 477  | 457  | 396  | 387  | 307  | 256  | 264  | 236  | 233  |

| 1962 | 1968 | - | - | - | - | - | - | - |
| ---- | ---- | - | - | - | - | - | - | - |
| 231  | 259  | - | - | - | - | - | - | - |

## Lieux et monuments

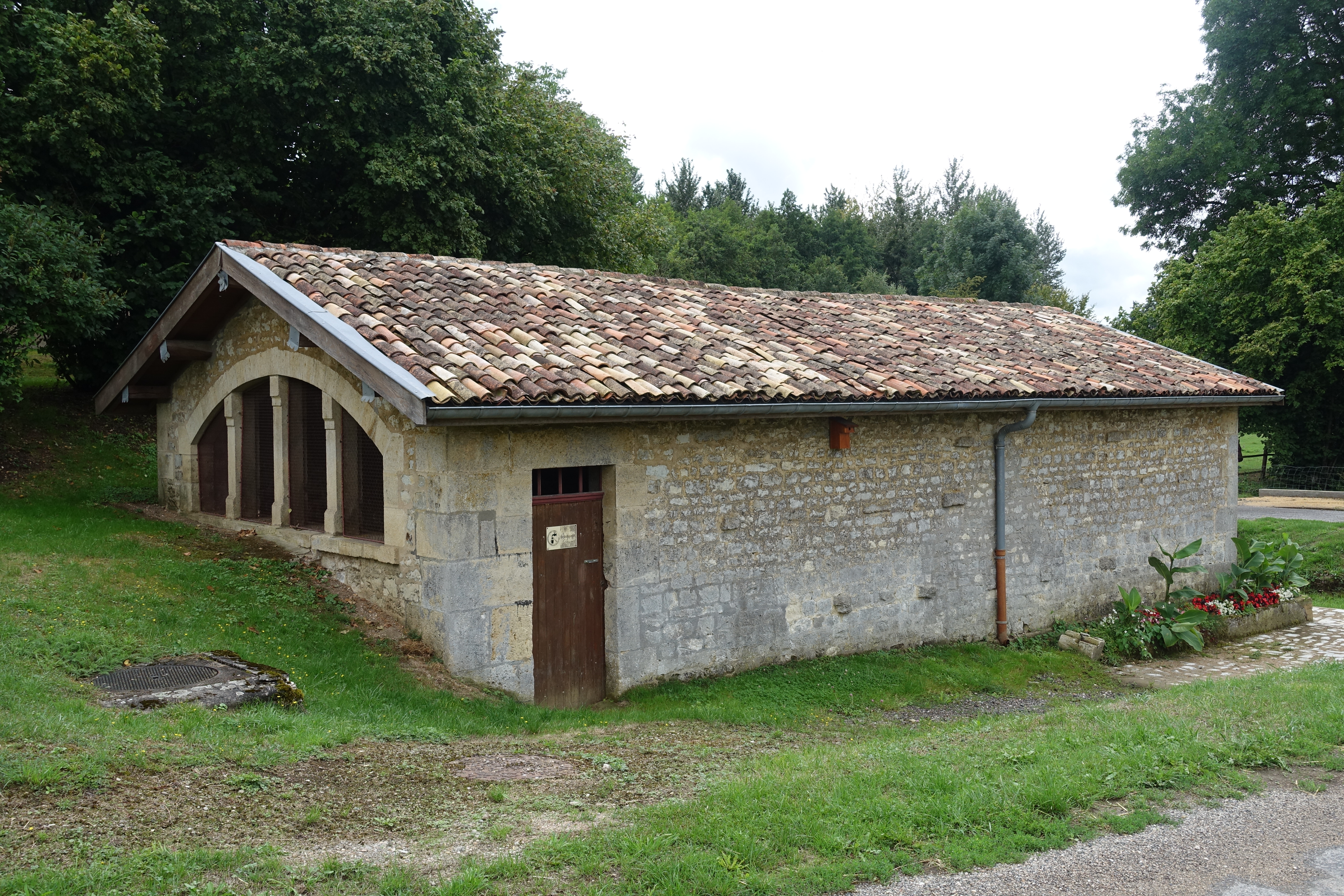
Lavoir.

- Église Saint-Gorgon
- Colombier de 1633
- Lavoir